# Lijst van voetbalinterlands Wales - Zweden
Deze lijst van voetbalinterlands is een overzicht van alle officiële voetbalwedstrijden tussen de nationale teams van Wales en Zweden. De landen speelden tot op heden zeven keer tegen elkaar. De eerste ontmoeting, een groepswedstrijd tijdens het Wereldkampioenschap voetbal 1958, werd gespeeld in Solna op 15 juni 1958. Het laatste duel, een vriendschappelijke wedstrijd, vond plaats op 5 juni 2016 in Solna. Voor beide teams was dit een oefenwedstrijd in de aanloop naar het Europees kampioenschap voetbal 2016.

## Wedstrijden
| № | Plaats  | Datum         | Competitie        | Wedstrijd      | Uitslag |
| - | ------- | ------------- | ----------------- | -------------- | ------- |
| 1 | Solna   | 15 juni 1958  | WK 1958           | Zweden – Wales | 0 – 0   |
| 2 | Solna   | 27 april 1988 | Vriendschappelijk | Zweden – Wales | 4 – 1   |
| 3 | Wrexham | 26 april 1989 | Vriendschappelijk | Wales – Zweden | 0 – 2   |
| 4 | Solna   | 25 april 1990 | Vriendschappelijk | Zweden – Wales | 4 – 2   |
| 5 | Wrexham | 20 april 1994 | Vriendschappelijk | Wales – Zweden | 0 – 2   |
| 6 | Swansea | 3 maart 2010  | Vriendschappelijk | Wales – Zweden | 0 – 1   |
| 7 | Solna   | 5 juni 2016   | Vriendschappelijk | Zweden – Wales | 3 – 0   |

## Samenvatting
| Competitie        | Totaal gespeeld | Winst Wales | Gelijk | Winst Zweden | Doelsaldo Wales – Zweden |
| ----------------- | --------------- | ----------- | ------ | ------------ | ------------------------ |
| WK-eindronde      | 1               | 0           | 1      | 0            | 0 − 0                    |
| Vriendschappelijk | 6               | 0           | 0      | 6            | 3 − 16                   |
| Totaal            | 7               | 0           | 1      | 6            | 3 − 16                   |

## Details

### Eerste ontmoeting
| WK 1958 (Solna, Zweden, 15 juni 1958): |              | |
| Zweden | 0 – 0        | Wales |
| | goals        | |
| George Raynor | bondscoach   | Jimmy Murphy |
| Karl-Oskar Svensson Orvar Bergmark Sven Axbom Reino Börjesson Bengt Gustavsson Sigvard Parling Bengt Berndtsson Arne Selmosson Henry Källgren Karl Löfgren Lennart Skoglund | opstellingen | Jack Kelsey Stuart Williams Mel Hopkins Derek Sullivan Melvyn Charles Dave Bowen Roy Vernon Ron Hewitt John Charles Ivor Allchurch Cliff Jones |

### Vierde ontmoeting
| Vriendschappelijk (Solna, Zweden, 25 april 1990): |              | |
| Zweden | 4 – 2        | Wales |
| Tomas Brolin 19' Tomas Brolin 25' Klas Ingesson 54' Klas Ingesson 73'                                                                                        | goals        | 14' Dean Saunders 59' Dean Saunders |
| Olle Nordin | bondscoach   | Terry Yorath |
| Thomas Ravelli Roland Nilsson Glenn Hysén Peter Larsson Roger Ljung Leif Engqvist Anders Limpar Klas Ingesson Stefan Schwarz Tomas Brolin Mats Magnusson 70' | opstellingen | Neville Southall David Phillips Mark Bowen Andy Melville Brian Law Gavin Maguire Peter Nicholas Barry Horne Malcolm Allen Dean Saunders Glyn Hodges |
| Stefan Pettersson 70' | wissels      | |
| Anders Limpar ??' | gele kaarten | ??' Malcolm Allen |
| - Debuut van aanvaller Tomas Brolin (IFK Norrköping) voor Zweden. - Eerste en enige interland van Brian Law (QPR) voor Wales.                                |              | |

### Vijfde ontmoeting
| Vriendschappelijk (Wrexham, Wales, 20 april 1994): |              | |
| Wales | 0 – 2        | Zweden |
| | goals        | 83' Henrik Larsson 90' Tomas Brolin |
| Mike Smith | bondscoach   | Tommy Svensson |
| Neville Southall Mark Bowen 60' David Phillips Andy Melville Paul Bodin Alan Neilson Barry Horne Iwan Roberts 81' Gary Speed Jeremy Goss 81' Ian Rush | opstellingen | Thomas Ravelli 72' Roland Nilsson Patrick Andersson Joachim Björklund Roger Ljung Stefan Schwarz 60' Anders Limpár 84' Klas Ingesson Henrik Larsson 81' Kennet Andersson Tomas Brolin |
| Clayton Blackmore 60' Nathan Blake 81' Ceri Hughes 81'                                                                                                | wissels      | 60' Jesper Blomqvist 72' Mikael Nilsson 81' Niclas Kindvall 84' Stefan Rehn |
| | gele kaarten | ??' Tomas Brolin |
| - Eerste duel van Wales onder leiding van bondscoach Mike Smith.                                                                                      |              | |

### Zesde ontmoeting
| Vriendschappelijk (Swansea, Wales, 3 maart 2010): |              | |
| Wales | 0 – 1        | Zweden |
| | goals        | 44' Johan Elmander |
| John Toshack | bondscoach   | Erik Hamrén |
| Boaz Myhill 46' Chris Gunter Gareth Bale 67' Ashley Williams James Collins Craig Morgan Ched Evans 46' Jack Collison 71' Simon Church 53' Simon Davies 63' David Vaughan | opstellingen | Eddie Gustafsson Sebastian Larsson Olof Mellberg Daniel Majstorović 62' Behrang Safari Anders Svensson 18' Kim Källström 73' Christian Wilhelmsson Johan Elmander 58' Rasmus Elm 58' Ola Toivonen |
| Wayne Hennessey 46' Robert Earnshaw 46' Sam Vokes 53' David Cotterill 63' Lewin Nyatanga 67' Andrew Crofts 71'                                                           | wissels      | 18' Viktor Elm 58' Pontus Wernbloom 58' Tobias Hysén 62' Oscar Wendt 73' Mikael Lustig |
| - Honderdste interland van Olof Mellberg voor Zweden. |              | |

### Zevende ontmoeting
| Vriendschappelijk (Solna, Zweden, 5 juni 2016): |              | |
| Zweden | 3 – 0        | Wales |
| Emil Forsberg 40' Mikael Lustig 57' John Guidetti 87' | goals        | |
| Erik Hamrén | bondscoach   | Chris Coleman |
| Andreas Isaksson 46' Martin Olsson 46' Andreas Granqvist Mikael Lustig Erik Johansson Kim Källström Sebastian Larsson Oscar Lewicki 61' Zlatan Ibrahimović 61' Emil Forsberg 61' Marcus Berg 76' | opstellingen | 46' Wayne Hennessey Chris Gunter Neil Taylor 74' Ashley Williams 64' James Chester Ben Davies 64' Andy King 64' David Vaughan Aaron Ramsey Jonathan Williams 73' Sam Vokes |
| Robin Olsen 46' Ludwig Augustinsson 46' Albin Ekdal 61' Emir Kujović 61' Jimmy Durmaz 61' John Guidetti 76'                                                                                      | wissels      | 46' Danny Ward 64' James Collins 64' Gareth Bale 64' David Edwards 73' Simon Church 74' Emyr Huws                                                                          |

FAW · A-internationals · Bondscoaches · Statistieken · Welsh vrouwenelftal · Brits olympisch elftal · Wales U21 · Wales U20 · Wales U19 · Wales U18 · Wales U17 · Wales U16
1876 – 1899 ·
1900 – 1919 ·
1920 – 1929 ·
1930 – 1939 ·
1940 – 1949 ·
1950 – 1959 ·
1960 – 1969 ·
1970 – 1979 ·
1980 – 1989 ·
1990 – 1999 ·
2000 – 2009 ·
2010 – 2019 ·
2020 − 2029
EK 2016 · 
EK 2020
WK 1958
1876 · 
1877 · 
1878 · 
1879 · 
1880 · 
1881 · 
1882 · 
1883 · 
1884 · 
1885 · 
1886 · 
1887 · 
1888 · 
1889 · 
1890 · 
1891 · 
1892 · 
1893 · 
1894 · 
1895 · 
1896 · 
1897 · 
1898 · 
1899 · 
1900 · 
1901 · 
1902 · 
1903 · 
1904 · 
1905 · 
1906 · 
1907 · 
1908 · 
1909 · 
1910 · 
1911 · 
1912 · 
1913 · 
1914 · 
1915 · 1916 · 1917 · 1918 · 1919 · 
1920 · 
1921 · 
1922 · 
1923 · 
1924 · 
1925 · 
1926 · 
1927 · 
1928 · 
1929 · 
1930 · 
1931 · 
1932 · 
1933 · 
1934 · 
1935 · 
1936 · 
1937 · 
1938 · 
1939 · 
1940 · 1941 · 1942 · 1943 · 1944 · 1945 · 
1946 · 
1947 · 
1948 · 
1949 · 
1950 · 
1952 · 
1952 · 
1953 · 
1954 · 
1955 · 
1956 · 
1957 · 
1958 · 
1959 · 
1960 · 
1961 · 
1962 · 
1963 · 
1964 · 
1965 · 
1966 · 
1967 · 
1968 · 
1969 · 
1970 · 
1971 · 
1972 · 
1973 · 
1974 · 
1975 · 
1976 · 
1977 · 
1978 · 
1979 · 
1980 · 
1981 · 
1982 · 
1983 · 
1984 · 
1985 · 
1986 · 
1987 · 
1988 · 
1989 · 
1990 · 
1991 · 
1992 · 
1993 · 
1994 · 
1995 · 
1996 · 
1997 · 
1998 · 
1999 · 
2000 · 
2001 · 
2002 · 
2003 · 
2004 · 
2005 · 
2006 · 
2007 · 
2008 · 
2009 · 
2010 · 
2011 · 
2012 · 
2013 · 
2014 · 
2015 · 
2016 · 
2017 ·
2018 ·
2019 ·
2020 ·
2021 ·
2022 ·
2023
Albanië ·
Andorra ·
Argentinië ·
Armenië ·
Australië ·
Azerbeidzjan ·
België ·
Bosnië en Herzegovina ·
Brazilië ·
Bulgarije ·
Canada ·
Chili ·
China ·
Costa Rica ·
Cyprus ·
DDR ·
Denemarken ·
Duitsland ·
Engeland ·
Estland ·
Faeröer ·
Finland ·
Frankrijk ·
Georgië ·
Gibraltar ·
Griekenland ·
Hongarije ·
Ierland ·
IJsland ·
Iran ·
Israël ·
Italië ·
Jamaica ·
Japan ·
Joegoslavië ·
Kazachstan ·
Koeweit ·
Kroatië ·
Letland ·
Liechtenstein ·
Luxemburg ·
Malta ·
Mexico ·
Moldavië ·
Montenegro ·
Nederland ·
Nieuw-Zeeland ·
Noord-Ierland ·
Noord-Macedonië ·
Noorwegen ·
Oekraïne ·
Oostenrijk ·
Panama ·
Paraguay ·
Polen ·
Portugal · 
Qatar ·
Roemenië ·
Rusland ·
San Marino ·
Saoedi-Arabië ·
Schotland ·
Servië ·
Servië en Montenegro ·
Slovenië ·
Slowakije ·
Sovjet-Unie ·
Spanje ·
Trinidad & Tobago ·
Tsjechië ·
Tsjecho-Slowakije ·
Tunesië ·
Turkije ·
Uruguay ·
Verenigde Staten ·
Wit-Rusland ·
Zuid-Korea ·
Zweden ·
Zwitserland
Engeland (2016) · 
Denemarken (2021) · 
Italië (2021) · 
Rusland (2016) ·
Slowakije (2016) · 
Turkije (2021) · 
Zwitserland (2021)
SvFF · A-internationals · Selecties · Bondscoaches · Zweeds vrouwenelftal · Olympisch elftal · Zweden U21 · Zweden U20 · Zweden U19 · Zweden U18 · Zweden U17 · Zweden U16 · Vrouwen U17
1908 – 1919 ·
1920 – 1929 ·
1930 – 1939 ·
1940 – 1949 ·
1950 – 1959 ·
1960 – 1969 ·
1970 – 1979 ·
1980 – 1989 ·
1990 – 1999 ·
2000 – 2009 ·
2010 – 2019 ·
2020 − 2029
EK 1960 · 
EK 1964 · 
EK 1968 · 
EK 1972 · 
EK 1976 · 
EK 1980 · 
EK 1984 · 
EK 1988 · 
EK 1992 ·
EK 1996 · 
EK 2000 ·
EK 2004 ·
EK 2008 ·
EK 2012 · 
EK 2016 · 
EK 2020
WK 1930 · 
WK 1934 ·
WK 1938 ·
WK 1950 ·
WK 1954 · 
WK 1958 ·
WK 1962 · 
WK 1966 · 
WK 1970 ·
WK 1974 ·
WK 1978 ·
WK 1982 · 
WK 1986 · 
WK 1990 ·
WK 1994 ·
WK 1998 · 
WK 2002 ·
WK 2006 ·
WK 2010 · 
WK 2014 · 
WK 2018
OS 1908 · 
OS 1912 · 
OS 1920 · 
OS 1924 · 
OS 1928 · 
OS 1932 · 
OS 1936 · 
OS 1948 · 
OS 1952 · 
OS 1956 · 
OS 1964 · 
OS 1968 · 
OS 1972 · 
OS 1976 · 
OS 1980 · 
OS 1984 · 
OS 1988 · 
OS 1992 · 
OS 1996 · 
OS 2000 · 
OS 2004 · 
OS 2008 · 
OS 2012 · 
OS 2016
1908 · 
1909 · 
1910 · 
1911 · 
1912 · 
1913 · 
1914 · 
1915 · 
1916 · 
1917 · 
1918 · 
1919 · 
1920 · 
1921 · 
1922 · 
1923 · 
1924 · 
1925 · 
1926 · 
1927 · 
1928 · 
1929 · 
1930 · 
1931 · 
1932 · 
1933 · 
1934 · 
1935 · 
1936 · 
1937 · 
1938 · 
1939 · 
1940 ·
1941 ·
1942 ·
1943 ·
1944  ·
1945 · 
1946 · 
1947 · 
1948 · 
1949 · 
1950 · 
1952 · 
1952 · 
1953 · 
1954 · 
1955 · 
1956 · 
1957 · 
1958 · 
1959 ·
1960 · 
1961 · 
1962 · 
1963 · 
1964 · 
1965 · 
1966 · 
1967 · 
1968 · 
1969 ·
1970 · 
1971 · 
1972 · 
1973 · 
1974 · 
1975 · 
1976 · 
1977 · 
1978 · 
1979 ·
1980 · 
1981 · 
1982 · 
1983 · 
1984 · 
1985 · 
1986 · 
1987 · 
1988 · 
1989 · 
1990 · 
1991 · 
1992 · 
1993 · 
1994 · 
1995 · 
1996 · 
1997 · 
1998 · 
1999 · 
2000 · 
2001 · 
2002 · 
2003 · 
2004 · 
2005 · 
2006 · 
2007 · 
2008 · 
2009 · 
2010 · 
2011 · 
2012 · 
2013 · 
2014 · 
2015 · 
2016 · 
2017 · 
2018 ·
2019 ·
2020 ·
2021
Albanië ·
Algerije ·
Argentinië ·
Armenië ·
Australië ·
Azerbeidzjan ·
Bahrein ·
Barbados ·
België ·
Bosnië en Herzegovina ·
Botswana ·
Brazilië ·
Bulgarije ·
Chili ·
China ·
Colombia ·
Costa Rica ·
Cuba ·
Cyprus ·
DDR ·
Denemarken ·
Duitsland ·
Ecuador ·
Egypte ·
Engeland ·
Estland ·
Faeröer ·
Finland ·
Frankrijk ·
Georgië ·
Griekenland ·
Hongarije ·
Ierland ·
IJsland ·
Iran ·
Israël ·
Italië ·
Ivoorkust ·
Jamaica ·
Japan ·
Joegoslavië ·
Jordanië ·
Kameroen ·
Kazachstan ·
Kosovo ·
Kroatië ·
Letland ·
Liechtenstein ·
Litouwen ·
Luxemburg ·
Maleisië ·
Malta ·
Mexico ·
Moldavië ·
Montenegro ·
Nederland ·
Nieuw-Zeeland ·
Nigeria ·
Noord-Ierland ·
Noord-Korea ·
Noord-Macedonië ·
Noorwegen ·
Oekraïne ·
Oezbekistan ·
Oman ·
Oostenrijk ·
Paraguay ·
Peru ·
Polen ·
Portugal ·
Qatar ·
Roemenië ·
Rusland ·
San Marino ·
Saoedi-Arabië ·
Schotland ·
Senegal ·
Servië ·
Singapore ·
Slovenië ·
Slowakije ·
Sovjet-Unie ·
Spanje ·
Syrië ·
Thailand ·
Trinidad en Tobago ·
Tsjechië ·
Tsjecho-Slowakije ·
Tunesië ·
Turkije ·
Uruguay ·
Venezuela ·
Verenigde Arabische Emiraten ·
Verenigde Staten ·
Verenigd Koninkrijk ·
Wales ·
Wit-Rusland ·
Zuid-Afrika ·
Zuid-Korea ·
Zwitserland
Brazilië (1958) ·
Duitsland (2006) ·
Duitsland (2018) ·
Engeland (2006) ·
Engeland (2012) ·
Engeland (2018) ·
Frankrijk (2012) ·
Griekenland (2008) ·
Ierland (2016) ·
Italië (2016) ·
Mexico (2018) ·
Oekraïne (2012) ·
Oekraïne (2021) ·
Paraguay (2006) ·
Polen (2021) ·
Rusland (2008) ·
Slowakije (2021) ·
Spanje (2008) ·
Spanje (2021) ·
Trinidad en Tobago (2006) ·
Zuid-Korea (2018) ·
Zwitserland (2018)